# Give Me Just a Little More Time
"Give Me Just a Little More Time" er en sang af den australske sangeren Kylie Minogue fra hendes fjerde studiealbum Let's Get to It (1991) og er en coverversion fra sangen og debutsinglen af soul-bandet Chairmen of the Board som blev udgivet i 1970. Sangen blev skrevet af Edythe Wayne og Ron Dunbar.

## Version af Kylie Minogue
"Give Me Just a Little More Time" blev indspillet af Kylie Minogue som en coverversion i 1991. Sangen blev udgivet som albummets tredje single den 13. januar 1992. Sangen var en af de siste som blev indspillet for hendes fjerde album Let's Get to It. Singlen nåede andenpladsen på UK Singles Chart og indeholder "Do You Dare?" som B-siden.

## Formater og sporliste
Britisk CD single
1. "Give Me Just a Little More Time" – 3:07
2. "Give Me Just a Little More Time" (Extended Version) – 4:33
3. "Do You Dare?" (NRG Mix) – 7:04
4. "Do You Dare?" (New Rave Mix) – 6:40

Britisk 7" vinyl single
1. "Give Me Just a Little More Time" – 3:07
2. "Do You Dare?" (NRG Edit) – 3:17

Britisk 12" vinyl single
1. "Give Me Just a Little More Time" (Extended Version) – 4:33
2. "Do You Dare?" (NRG Mix) – 7:04
3. "Do You Dare?" (New Rave Mix) – 6:40

## Hitlister
| Hitliste (1992)                         | Placering |
| --------------------------------------- | --------- |
| Australien (ARIA Charts)                | 24        |
| Nederlandene (MegaCharts)               | 60        |
| Europa (Eurochart Hot 100 Singles)      | 9         |
| Tyskland (Media Control Charts)         | 51        |
| Irland (Irish Singles Chart)            | 6         |
| Slovenien (Slovenian Singles Chart)     | 4         |
| Sydafrika (South African Singles Chart) | 1         |
| Storbritannien (UK Singles Chart)       | 2         |